# Allahou Taher Limane
 (novembre 2024).
Allahou Taher Limane est un homme politique tchadien, premier président de l’Assemblée législative du Tchad en 1960 et député du Kanem en 1959.

## Biographie
Né en 1934 à Mao, région de Kanem, Allahou Taher Limane a été plusieurs fois ministre et a occupé d’importants postes de responsabilité. Révolutionnaire, Allahou Taher Limane a été un pionnier et une figure emblématique du processus de décolonisation au Tchad.
il meurt le 19 mars 2013. 